# Anthony Walter Dayrell Brooke
Anthony Walter Dayrell Brooke (10 de dezembro de 1912 - 2 de março de 2011), nomeado Sua Alteza o Muda Rajá de Sarawak, foi um nobre britânico que conseguiu o título de Rajá em 1963 após a morte de seu tio, o rajá Charles Vyner Brooke.